# Lu'an
Lu'an (六安 ; pinyin : Lù'ān) est une ville de l'ouest de la province de l'Anhui en Chine.

## Subdivisions administratives
La ville-préfecture de Lu'an exerce sa juridiction sur sept subdivisions - deux districts et cinq xian :
- le district de Jin'an - 金安区 Jīn'ān Qū ;
- le district de Yu'an - 裕安区 Yù'ān Qū ;
- le xian de Shou - 寿县 Shòu Xiàn ;
- le xian de Huoqiu - 霍邱县 Huòqiū Xiàn ;
- le xian de Shucheng - 舒城县 Shūchéng Xiàn ;
- le xian de Jinzhai - 金寨县 Jīnzhài Xiàn ;
- le xian de Huoshan - 霍山县 Huòshān Xiàn.